# نیکولای اکیسونوف
نیکولای اکیسونوف (روسی: Николай Александрович Аксëнов؛ زادهٔ ۸ ژوئن ۱۹۷۰) قایقران روئینگ اهل روسیه است.